# Remigio (magister officiorum)
Remigio (in latino Remigius; Moguntiacum, ... – 374 o 375) è stato un funzionario e militare romano della burocrazia imperiale dell'Impero Romano d'Occidente.

## Biografia
Nel 355 ricopriva la carica di numerarius (capo dell'amministrazione militare) del magister militum delle Gallie, Claudio Silvano, il quale si ribellò senza successo contro l'imperatore Costanzo II; dopo la caduta di Silvano, Remigio fu interrogato con l'accusa di peculato.
Tra il 367 circa e il 372 circa, Remigio ricoprì la carica di magister officiorum (ovvero capo della cancelleria imperiale) d'Occidente. In tale ruolo coprì le malefatte del comes Africae Romano, suo parente per matrimonio, che taglieggiava gli abitanti delle province che avrebbe dovuto difendere: Remigio, infatti, presentava all'imperatore rapporti falsi, e dunque per lungo tempo Valentiniano ignorò le richieste di aiuto dei suoi sudditi africani. Quando nel 368 gli abitanti della Tripolitana inviarono una delegazione a corte per lamentare presso l'Imperatore la rovina delle loro terre, causata dalle incursioni dei barbari e dal rifiuto del Comes di intervenire, Romano inviò a Remigio un messo che arrivasse prima della delegazione, pregando il suo parente di far sì che Valentiniano assegnasse a Romano stesso l'incarico di indagare le accuse mosse dai Tripolitani; l'intervento di Remigio fece sì che la delegazione non avesse effetti concreti. Nel 372, la morte del principe del Mauri Nubel scatenò una guerra fratricida tra i suoi figli; il comes Romano prese le parti di Zammac, ucciso dal fratello Firmo, e inviò una serie di rapporti a corte che venivano letti con favore dall'Imperatore, mentre le lettere inviate da Firmo erano ritardate o intercettate a causa dell'intervento di Remigio a favore del proprio parente.
Poco dopo questi fatti, Remigio fu sostituito nella sua carica da Leone, e si ritirò a vita privata nella propria città natale, Moguntiacum, dedicandosi all'attività agricola. Il temuto prefetto del pretorio Massimino, divenuto famoso per aver fatto condannare diversi alti funzionari, alcuni innocenti, decise di indagare sulla condotta di Remigio in occasione dell'ambasciata dei Tripolitani: fece catturare e torturare Cesario, che era già stato al servizio di Remigio, volendo sapere da lui quanto avesse guadagnato Remigio dai favori che aveva fatto a Romano. Venuto a conoscenza di questo fatto, Remigio decise di togliersi la vita (374 o 375).